# Oberea grossepunctata
Oberea grossepunctata là một loài bọ cánh cứng trong họ Cerambycidae.